# Tartessos

Karta över Tartessos med omgivningar.

Tartessos (även Tartessus) var under antiken en hamnstad på Iberiska halvöns sydkust, i dagens Andalusien, Spanien, vid mynningen av floden Guadalquivir, väster om Gibraltar sund. Den nämns av Herodotos, Strabon, i Plinius d.ä. Naturalis Historia, och i Avenius reseskildring från 300-talet Ora Maritima, långt efter att Tartessos hade försvunnit. Velleius Paterculus daterar stadens grundande till omkring åttio år efter det trojanska kriget, på 1100-talet eller 1000-talet f.Kr., men innan fenicierna tog kontakt med staden. Detta bekräftas dock inte av arkeologiska källor; merparten av de fynd som gjorts är från punisk ockupation, efter år 500 f.Kr.